# سیارک ۶۳۱۹
سیارک ۶۳۱۹ (به انگلیسی: 6319 Beregovoj، نامگذاری:1990WJ3) شش هزار و سیصد و نوزدهمین سیارک کشف شده‌است که در ۱۹ نوامبر ۱۹۹۰ کشف شد.
قدر مطلق سیارک برابر ۱۳٫۹۰ است.